# Byard Lancaster
William Byard Lancaster (* 6. August 1942 in Philadelphia, Pennsylvania; † 23. August 2012) war ein US-amerikanischer Saxophonist und Flötist des Avantgarde-Jazz.

## Leben
Lancaster, dessen Vater und Großvater Amateurmusiker waren, studierte neben Saxophon und Flöte auch Klavier, Gesang, Komposition und Dirigieren. Er ging mit Kenny Barron zur Schule und spielte mit J. R. Mitchell und Jerome Hunter, bevor er von 1960 bis 1963 zunächst an der Shaw University, dann am Berklee College of Music und am Konservatorium von Boston studierte. Von 1961 bis 1964 spielte er mit Dave Burrell und kam 1965 nach New York City, wo er zunächst mit Sunny Murray arbeitete und an dessen Debüt-Album beteiligt war. Nach Auftritten mit Bill Dixon war er zwischen 1968 und 1971 in unregelmäßigen Abständen Partner von Sun Ra. Von 1971 bis 1977 arbeitete er mit McCoy Tyner zusammen, daneben wirkte er 1976 mit dem Pianisten Sonelius Smith bei den Wildflowers Loft-Sessions mit; auch spielte er einige Zeit mit Larry Young, aber auch mit Memphis Slim in Paris. Anfang der 1980er nahm er mit Ronald Shannon Jacksons Decoding Society auf. Zuletzt arbeitete er wieder von Philadelphia aus, unter anderem mit David Eyges und der Band Fonksquish und mit Khan Jamal (Infinity, 1984). Auch war er in Philadelphia als Konzertveranstalter tätig.

## Diskografie (Auswahl)
- It’s Not up to Us (Vortex/Water, 1966) mit Eric Gravatt, Jerome Hunter, Sonny Sharrock, Kenny Speller
- Documentation: The End of a Decade (1979) mit Bobby Byrd, Edward Crockett, David Eyges, Joan Hansom, Chucky Lee, Alfred Pollitt, Michael Ray, Kino Speller, Youseff Yancy
- Worlds (Gazelle, 1993) mit Kenny Davis, Jim Dragoni, Kino Speller, Tom Webb
- Philadelphia Spirit in New York (CIMP, 2001) mit Ed Crockett, J. R. Mitchell und dem Odean Pope Saxophone Choir

## Lexikalische Einträge
- Leonard Feather, Ira Gitler: The Biographical Encyclopedia of Jazz. Oxford University Press, New York 1999, ISBN 0-19-532000-X.
- Barry Kernfeld (Herausgeber): The New Grove Dictionary of Jazz. Oxford University Press, 2005, ISBN 0195169093.